# Перес, Хоакин
Хоаки́н Пе́рес де лас Э́рас (исп. Joaquín Pérez de las Heras; 25 октября 1936, Амека, Халиско, Мексика — 20 мая 2011, Эль-Пасо, Техас, США) — мексиканский спортсмен-конник, двукратный бронзовый призёр летних Олимпийских игр 1980 года по конкуру.
Заниматься верховой ездой начал в возрасте 11 лет. Его спортивная карьера продолжалась более 30 лет. Участник 3 Олимпиад — в Мехико (1968), Мюнхене (1972), Москве (1980). На московских Играх 43-летний мексиканец выиграл две бронзовые медали — в командном и личном зачёте, выступая на лошади Алимони. В середине 1980-х переехал в США, но продолжал часто бывать в Мексике, где проводил обучающие семинары по конному спорту.